# Os Gameboys
Gameboys é uma banda de nintendocore instrumental brasileira  (que é como são chamadas as bandas que tocam músicas inspiradas em temas de videogame) do Brasil  que foi criada em São Paulo - SP nos anos 2000 no ano de 2007 por músicos formados em Música na Faculdade Santa Marcelina de São Paulo - SP.

## História
A banda foi formada em 2007 em São Paulo - SP por músicos formados em Música na Faculdade Santa Marcelina de São Paulo - SP. Em 2007 a Banda Gameboys se iniciaram fazendo seu primeiro show musical ao vivo tocando trilhas sonoras originais dos jogos eletrônicos  no Teatro Santa Marcelina da Faculdade Santa Marcelina em São Paulo - SP  no qual se iniciaram pensando em gravar o seu primeiro CD ao vivo sem ser independente no ano de 2007 até no ano de 2011. Em 2009, eles foram os responsáveis pelo show de abertura do evento Videogames Live, no Canecão do Rio de Janeiro. Em 2010, fizeram show no evento Anime Friends, e nos dois anos seguintes (2011 e 2012) fizeram shows na Campus Party em São Paulo.
Em 2011 a banda lançou seu primeiro álbum ao vivo , intitulado “Ao Vivo Em Conserva”, que traz uma compilação de músicas temas instrumentais de jogos clássicos - como Sonic, Donkey Kong Country 2, Zelda Ocarina of Time, ToeJam & Earl e vários jogos do Mario - executados ao vivo e selecionados em meio às gravações que a banda fez desde 2007 .
Ainda em 2011 eles foram os vencedores do prêmio Game Music Brasil (categoria Melhor Banda de Game Music) com a música "Getting Even". Por conta disso, eles foram os responsáveis pela composição de uma música para a trilha-sonora do jogo "Out There Somewhere", da desenvolvedora nacional MiniBoss. (a música se chama "First Tower Groove").
2011 gravam no estúdio musical e lançam sua música instrumental nova no estilo game song de suas autorias com o nome de Gettin Even que acabou sendo divulgada e postada na internet em sua conta de graça no site de cadastro de áudios  de graça, Soundcloud .
Depois gravaram outro temas instrumentais de games que logo depois esses temas insturmentais de games foram lançados e divulgados na internet no site de áudios, Soundcloud.
Em 2015, os criadores da franquia ToeJam & Earl, deram uma entrevista ao site ao IGN Itália, divulgando que a banda vai participar da trilha do novo game da franquia, intitulado ToeJam & Earl: Back in the Groove.
A primeira formação da Gameboys foi : Ricardo Marques na guitarra, Wilson Esteves no teclado, Pedro Henrique no baixo e Fernando Lima na bateria.
A segunda formação foi : Ricardo Marques na guitarra, Wilson Esteves no teclado, Pedro Henrique no baixo e Joel Bertolini na bateria.
Agora a nova formação da Gameboys é : Ricardo Marques na  guitarra, Wilson Esteves no teclado, Pedro Henrique no baixo e Abner Paul na bateria.
Atualmente os Gameboys continuam juntos na estrada desenvolvendo seus novos trabalhos musicais juntos, tocando em vários cantos do Brasil também e tocando fora do Brasil também .

## Formação
- Ricardo Marques - guitarra
- Wilson Esteves - teclado
- Pedro Henrique - baixo
- Abner Paul - bateria

Ex - integrantes
- Fernando Lima - bateria
- Joel Bertolini - bateria

## Discografia
- 2011 - "Ao Vivo Em Conserva (ao vivo)''
- 2011 - ''Gettin Even (single instrumental)''
- 2011 - '' Marble Gallery - アクマジョウドラキュラ Akumajou Dorakyura SOTN  (Castlevania SOTN ) (single instrumental) (ao vivo) ''
- 2011 - '' スーパーマリオブラザーズ3  -  Super Mario Bros  3 (single instrumental) (ao vivo)  ''
- 2011 - '' Those Who Fight Further  - ファイナルファンタジーVII - さらに戦う人  Fainarufantajī VII  (Final Fantasy VII  )  (single instrumental) (ao vivo) ''
- 2011 - '' Slider - スーパーマリオ64 - スライダー Super Mario 64   (single instrumental) (ao vivo)  ''
- 2011 - ''  DK Swing + Aquatic Ambience - Donkey Kong Country  (single instrumental)   ''
- 2011 - '' First Tower  - Out There Somewhere  (single instrumental) ''
- 2011 - '' Alien Breakdown - Toejam & Earl (single instrumental) (ao vivo)   ''
- 2011 - ''Rainbow Road  - マリオカート64  Mario Kart 64 (single instrumental) (ao vivo)  ''
- 2017 - '' Stickerbrush Symphony  / Donkey Kong Country 2 (single instrumental) (participação especial David Wise) ''

Singles
'' スーパーマリオ64メインテーマ Super Mario 64 Main Theme  / スーパーマリオ64 Super Mario 64 ''
'' スーパーマリオブラザーズ2 Super Mario Bros 2  / スーパーマリオブラザーズ2 Super Mario Bros 2 ''
'' マリオカート64 Mario Kart 64 / マリオカート64 Mario Kart 64  ''
'' ソニックザヘッジホッグ1＆2  Sonic The Hedgehog 1 & 2  / ハリネズミのソニック Sonic the Hedgehog
''  Donkey Kong Country 2 pt I / Donkey Kong Country 2 ''
''   Donkey Kong Country 2 pt II / Donkey Kong Country 2 ''
'' ToeJam & Earl / ToeJam & Earl  ''
'' ゼルダの伝説：時間のオカリナ The Legend of Zelda : Ocarina of Time / ゼルダの伝説：時間のオカリナ The Legend of Zelda : Ocarina of Time ''
'' スーパーマリオブラザーズ  Super Mario Bros / スーパーマリオブラザーズ  Super Mario Bros ''
''  Marble Gallery / アクマジョウドラキュラ Akumajou Dorakyura SOTN  (Castlevania SOTN ) ''
'' スーパーマリオブラザーズ3  Super Mario Bros  3  / スーパーマリオブラザーズ3  Super Mario Bros  3''
'' Those Who Fight Further  / ファイナルファンタジーVII - さらに戦う人  Fainarufantajī VII  (Final Fantasy VII  ) ''
'' Slider / スーパーマリオ64 スライダー Super Mario 64 ''
''DK Swing + Aquatic Ambience / Donkey Kong Country''
'' First Tower  / Out There Somewhere ''
'' Alien Breakdown / Toejam & Earl ''
''Rainbow Road  / マリオカート64  Mario Kart 64''
'' Gettin Even (single instrumental) ''
'' Stickerbrush Symphony  / Donkey Kong Country 2 (single instrumental) ''
Videoclipes :
''スーパーマリオ64メインテーマ Super Mario 64 Main Theme / スーパーマリオ64 Super Mario 64 (ao vivo)  ''
'' スーパーマリオブラザーズ2 Super Mario Bros 2 / スーパーマリオブラザーズ2 Super Mario Bros 2 (ao vivo) ''
'' マリオカート64 Mario Kart 64 / マリオカート64 Mario Kart 64 (ao vivo)  ''

## Prêmios e Indicações
| Ano  | Prêmio                                                                  | Categoria                             | Resultado | Ref.        |
| ---- | ----------------------------------------------------------------------- | ------------------------------------- | --------- | ----------- |
| 2010 | Video Music Brasil                                                      | Apostas do Ano - Bandas Instrumentais | Indicado  | [ 1 ] [ 6 ] |
| 2011 | Game Music Brasil                                                       | Melhor Banda de Game Music            | Venceu    | [ 2 ]       |
| 2015 | Academia Brasileira de Ciências, Artes, Literatura e História (ABRASCI) | medalha de Mérito Profissional        | Venceu    | [ 7 ]       |